# 连山区
连山区是辽宁省葫芦岛市下辖的一个市辖区。區人民政府駐連山街道東城中路九號。

## 历史沿革
1988年锦西市改为省辖市，同时析原锦西市部分地置连山区。
1994年属葫芦岛市。
2011年9月13日，辽宁省政府《关于葫芦岛市部分行政区划调整的批复》（辽政[2011]205号）：同意将连山区高桥镇整建制划归南票区，所辖区域和政府驻地不变。

## 行政区划
连山区下辖8个街道办事处、3个镇、6个乡：
连山街道、站前街道、渤海街道、兴工街道、石油街道、化工街道、锦郊街道、钢屯镇、寺儿堡镇、新台门蒙古族镇、沙河营乡、孤竹营子乡、白马石乡、山神庙子乡、塔山乡、杨郊乡和杨家杖子街道。

## 人口
根據第七次人口普查數據，截至2020年11月1日零時，連山區常住人口為468110人。

## 交通
- 102国道过境。